# Rudolf Schenner
Rudolf Schenner (* 8. Juli 1912 in Apolda; † unbekannt) war ein deutscher Gewerkschafter (FDGB). Er war Vorsitzender des Zentralvorstandes der Industriegewerkschaft Bekleidung.

## Leben
Schenner, Sohn eines Strickers und einer Näherin, besuchte die Volks- und Handelsschule. Er machte eine Lehre zum kaufmännischen Angestellten und arbeitete anschließend im Beruf. Von 1939 bis 1945 leistete Schenner Kriegsdienst als Verwaltungsoffizier bei einer Flak- und Panzereinheit der Wehrmacht.
Nach Kriegsende 1945 war er wieder als kaufmännischer Angestellter sowie als Treuhänder tätig. Schenner wurde 1945 Mitglied des FDGB und im Juni 1946 der SED. 1946/47 fungierte er als Vizepräsident der Industrie- und Handelskammer Thüringen. 1946 wurde er zum Ersten Vorsitzenden des thüringischen Landesvorstandes der IG Bekleidung gewählt, ab Juni 1946 war er Mitglied des geschäftsführenden Zentralvorstandes der IG Bekleidung. Von Oktober 1947 bis März 1950 wirkte er als Erster Vorsitzender des Zentralvorstandes der IG Bekleidung. Er war ab Mai 1949 auch Mitglied des geschäftsführenden FDGB-Bundesvorstandes. 
Nach der Fusion der IG Bekleidung mit der IG Textil und der IG Leder im März 1950 war Schenner stellvertretender Vorsitzender des Zentralvorstandes der IG Textil-Bekleidung-Leder. Im Dezember 1951 wurde er zum Leiter der Abteilung Leichtindustrie in der Hauptabteilung Export des Ministeriums für Außen- und Innerdeutschen Handel ernannt.
Später war Schenner stellvertretender Generaldirektor des Deutschen Innen- und Außenhandels (DIA) Textil und Zweiter Vorsitzender der „Gruppe Ost“ im Ausschuss zur Förderung des deutschen Handels.